# 安戸悠太
 安戸 悠太（やすと ゆうた、1984年 - ）は、日本の小説家。愛知県名古屋市生まれ、西武学園文理高等学校、成城大学文学部卒業。埼玉県在住。2008年、第45回文藝賞を「おひるのたびにさようなら」で受賞。

## 作品リスト
- おひるのたびにさようなら（2008年11月、河出書房新社）
  - 『文藝』2008年冬号